# Кустовецкое
Кустовецкое (укр. Кустовецьке) — посёлок, входит в Хмельницкий район Винницкой области Украины.
Население по переписи 2001 года составляло 11 человек. Почтовый индекс — 22044. Телефонный код — 4338. Занимает площадь 0,34 км². Код КОАТУУ — 524883502.

## Местный совет
22044, Вінницька обл., Хмільницький р-н, с. Рогинці, вул. Леніна, 3